# 秦举人宅
敦艮斋又名秦举人宅，位于江苏省淮安市淮安区河下街道河下社区茶巷97号（西侧），2006年6月9日公布为淮安市文物保护单位。

## 历史
敦艮斋为盱眙人秦茂林（字翰卿，号竹人）的寓庐，为典型的清代四合院民居。他在道光十五年(1835年）中举人，在河南省担任知县。同治年间，秦茂林解任后侨寓河下茶巷。秦举人宅原占地1000多平方米，现存东西两个宅院；占地400多平方米。“敦艮”出自《易经》,意为“止于敦厚善良”。雕刻精美。光绪十四年（1888年），秦公馆堂屋西边的秦氏读书之所租给旅居河下的淮北盐商浙江武氏家族，命名为“小自在天”，为文人雅集场所。民国时期，该宅西半部分由商人郭稼珍买下。在战乱中，秦举人宅得以幸存。